# Исламизация Пакистана
Исламизация Пакистана — политика по исламизации государства, проводимая при президентстве генерала Мухаммеда Зия-уль-Хака. По результатам референдума 1984 года 98,5 % граждан Пакистана поддержало политику исламизации.

## История
Ислам был принят после завоевания халифатских войск генерала Мухаммада ибн Касима в 712 г. и утвердился при господстве завоевателей с севера — Газневидов, Гуридов и Моголов, дух эллинизма, буддизма и несторианскогo христианства был уничтожен.  До 1986 года в Пакистане действовало законодательство на основе британского колониального уголовного права. В 1986 году законы были переписаны и приведены в соответствие с шариатом по указу президента Пакистана генерала Зия-уль-Хака. Число смертных казней после этой радикальной реформы выросло во много раз: в период с 1927 по 1986 год было лишь 7 случаев исполнения смертного приговора, а с 1986 года и по сегодняшний день было приведено в исполнение 4 тысячи смертных приговоров.
Президент Мушарраф подвергал критике драконовские законы о богохульстве в публичных выступлениях, но не вносил изменения в законодательство. В мае 2000 года, когда фундаменталисты начали ожесточенное сопротивление против либеральной политики Мушаррафа — любые попытки по изменению законов о богохульстве были заброшены. На Пакистан стали оказывать международное давление, когда доктор Юнус Шейх был приговорен к смертной казни по нарушению Закона о богохульстве: в течение более двух лет он просидел в одиночной маленькой камере в тюрьме для приговорённых к смерти в Равалпинди. В итоге он был окончательно оправдан. В декабре 2003 года Юнус Шейх выступил на ежегодном заседании комиссии ООН по правам человека в Женеве, где рассказал о своём деле и о ситуации в Пакистане.
В настоящее время в Пакистане нарушение закона о богохульстве влечёт за собой немедленный арест. Само понятие «богохульство» в пакистанском уголовном кодексе трактуется весьма туманно, соответственно любой человек может быть арестован по подозрению в оскорблении Бога или Корана.